# 昂吉尔库尔勒萨尔
昂吉尔库尔勒萨尔（法語：Anguilcourt-le-Sart）是法国皮卡第大区埃纳省的一个市镇，属于拉昂区拉费尔县。该市镇2009年时的人口为315人。

## 人口
昂吉尔库尔勒萨尔人口变化图示
| 数据来源：INSEE |